# Die Bayerische Landbötin
Die Bayerische Landbötin, auch Die baierische Landbötin und Die bayer'sche Landbötin, war eine von 1830 bis 1860  erscheinende Zeitung, die anfangs dreimal wöchentlich, später täglich erschien.
Sie wurde von Carl Friedrich August Müller gegründet und war die größte aller zu dieser Zeit in München erschienenen Zeitungen und war fast gänzlich feuilletonisiert.
Ab September 1860 wurde die von der Hofbuchdruckerei J. Rösl verlegte Zeitung in „Isar-Zeitung“ umbenannt. Diese erschien bis 1864.